# Ла-160
Ла-160 «Стрелка» (по классификации НАТО — Type 6) — первый советский реактивный истребитель со стреловидным крылом созданный ОКБ-301 под руководством С. А. Лавочкина. Совершил первый полёт в июне 1947 года.

## История создания

### Разработка
Из теоретических исследований аэродинамики стало ясно, что скорости самолётов вблизи скорости звука породят новые аэродинамические явления. Немецкий аэродинамик Буземанн на Конференции Вольта в 1935 году в Италии предложил использовать известные в авиации стреловидные в плане крылья для эффекта скольжения околозвукового потока, что привело к поискам новых аэродинамическим компоновок крыльев в разных странах. Очевидно, что работы немецких аэродинамиков в этой области стали опорой советских и иностранных конструкций самолётов со стреловидным крылом, хотя известный опыт использования скоростных стреловидных крыльев имелся. Особенности такой компоновки на разных скоростях потребовали теоретические и экспериментальные исследования.
Именно на Ла-160 впервые уменьшена вероятность распространения срыва потока к концам стреловидного крыла с помощью двух пар гребней на его верхней поверхности. В том же году позднее в США применены похожие решения.
Разработка истребителя «160» в ОКБ-301 под руководством С. А. Лавочкина началась в 1946 году. Самолёт должен был иметь крыло стреловидностью в 35° из скоростных профилей ЦАГИ. На Ла-160 установили двигатель РД-10ЮФ с форсажной камерой, для её охлаждения в обшивке предусмотрен вырез. Сопловая часть охлаждалась наружным воздушным потоком. Самолёт оснастили катапультируемым креслом. Бронирование как на самолёте «156». Предполагалось вооружить «160» тремя пушками НС-23. Истребитель построили весной 1947 года, но с парой орудий Н-37 с боекомплектом по 30 снарядов на ствол. Самолёт получил прозвище «Стрелка».

### Испытания
1 июня лётчик-испытатель И. Е. Фёдоров впервые поднял в воздух новый истребитель. Летные испытания Ла-160, проведённые в июне-сентябре 1947 года, впервые дали достоверный материал об особенностях устойчивости и управляемости самолёта со стреловидным крылом. Подтвердилось, что нужны аэродинамические гребни по верхней стороне стреловидного крыла. Такие гребни были поставлены по два на каждой консоли крыла. На Ла-160 была достигнута скорость М=0,92 в полёте со снижением (1050 км/ч на высоте 5700 м) при работе двигателя на форсаже. Истребитель «160» стал первым советским самолётом, преодолевшим тысячекилометровый рубеж скорости.
Ла-160 так и остался в единственном экземпляре, причиной этому стало приобретение в Англии более мощных турбореактивных двигателей. Результаты экспериментальных исследований аэродинамических моделей и лётные испытания истребителя позволили выработать рекомендации для более совершенных МиГ-15 и Ла-15.

## Тактико-технические характеристики
Источник данных: Шавров, 1988; Якубович, 2008.

Технические характеристики
- Экипаж: 1 пилот
- Длина: 10,06 м
- Размах крыла: 8,95 м
- Высота:
- Площадь крыла: 15,9 м²
- Стреловидность по передней кромке: 35°
- Масса пустого: 2738 кг
- Нормальная взлётная масса: 3597 кг
- Максимальная взлётная масса: 3837 кг
- Масса топлива во внутренних баках: 1000 кг
- Объём топливных баков: 1080 л
- Силовая установка: 1 × ТРДФ РД-10ЮФ
  - Бесфорсажная тяга: 1 × 8,8 кН (900 кгс)
  - Форсажная тяга: 1 × 11,5 кН (1170 кгс)

Лётные характеристики
- Максимальная скорость:  
  - у земли: 960 км/ч
  - на высоте: 970 км/ч на 5000 м (М=0,92)
- Практическая дальность: 1000 км
- Продолжительность полёта:  ч
- Практический потолок: 12 200 м
- Время набора высоты: 5000 м за 4,4 мин
- Время виража:  с на 5000 м
- Нагрузка на крыло: 255 кг/м²
- Длина разбега: 500 м
- Длина пробега: 500 м

Вооружение
- Стрелково-пушечное: 2 × 37 мм пушка Н-37 с 30 патр. на ствол